# Kid (álbum)
Kid é o quarto álbum de estúdio da banda brasileira de pop rock Kid Abelha, anteriormente conhecido como Kid Abelha e Os Abóboras Selvagens, deixando o sufixo de lado. Lançado originalmente em 1989 pela Warner Music, o álbum vendeu cerca de 80 mil cópias, extraindo canções de sucesso como"Agora Sei",  "Todo o meu Ouro" , "Dizer Não é Dizer Sim" (que fez parte da trilha sonora da novela Top Model e tema de um comercial da Kibon) e "De Quem é o Poder" (de Cazuza). Destaque para "Sexo e dólares", tema do filme "Lili, a estrela do crime", estrelado por Betty Faria.

## Informações
Gravado a partir do final de 1988 no Estudio Nas Nuvens, no Rio de Janeiro o álbum teve a produção diferente dos anteriores, feitas por George Israel e Nilo Romero em oito faixas e Bruno Fortunato em uma, tendo a supervisão de Paulo Junqueira, que havia produzido o álbum Tomate, e Vitor Farias, que havia trabalhado nas mixagens dos primeiros álbuns da banda, além da produção feitas para os Titãs. A tematica do álbum amadureceu, sendo considerada pela primeira vez sofisticada e conceituada, como na canção "Agora Sei", onde a composição fala sobre a necessidade de "jogar nossos sonhos fora e perder a ingenuidade". "De Quem é o Poder" é uma composição feita em parceria com Cazuza, que assinou os agradecimentos do álbum.  A banda promoveu o álbum com participações em  diversos programas de televisão como Globo de Ouro, Qual é a música? , Perdidos na Noite, além de gravar especiais na TV Manchete e na Rádio Transamérica FM de São Paulo. 
| “ | A carreira do Kid começou praticamente junto com a nossa, do Barão, no Circo Voador. Eu não gostava do grupo nem daquela garota tímida miando no microfone, achava tudo muito bobo. Mas a vida e o tempo, os amigos inseparáveis, vieram a me provar que não. A banda, com a energia de George Israel, a contenção de Bruno, firme na guitarra, o charme da Paula, que cada dia canta melhor e fica mais gostosa – está usando os graves, voz de mulher decidida – tudo isso transformou o Kid na maior banda pop brasileira. Eu tenho orgulho de ser parceiro de George Israel e ter uma letra minha neste disco, e assim de uma certa maneira, ser um Kid Abelha. | ” |

## Recepção da crítica
O álbum recebeu críticas positivas, descrito pela maioria da mídia como maduro, transparente e conceitualmente unificada, sendo que era a primeira vez que um trabalho do Kid Abelha era reconhecido pelos críticos. Já a vocalista Paula Toller foi extremamente elogiada por conseguir extrair seus sentimentos íntimos nas canções, tornando-as transparentes e poéticas. A Folha de S. Paulo destacou o trabalho pelas "boas letras, simples e diretas", dizendo que a vocalista estava cantando cada dia melhor e destacando George Israel como o centro do trabalho. O jornal ainda diz que o álbum é "os melhores momentos de um disco no qual o Kid Abelha deixa de lado pretensões audaciosas" e destacou as faixas "Agora Sei" e "Cantar em inglês". A única crítica negativa deu-se para "Paris, Paris", classificada como falsa e dita que "não funciona nem como contraponto das demais musicas, parecendo um elemento estranho dentro do álbum".

## Lista de faixas
| N.º | Título                          | Compositor(es)                     | Duração |  |
| 1.  | "De Quem é o Poder"             | George Israel, Nilo Romero, Cazuza | 4:18    |  |
| 2.  | "A História Única de Todo Amor" | Paula Toller, George Israel        | 3:23    |  |
| 3.  | "Dizer Não é Dizer Sim"         | Paula Toller, George Israel        | 3:18    |  |
| 4.  | "Sexo e Dólares"                | Paula Toller, George Israel        | 3:21    |  |
| 5.  | "Paris, Paris"                  | Paula Toller, George Israel        | 4:29    |  |
| 6.  | "Agora Sei"                     | Paula Toller, George Israel        | 4:34    |  |
| 7.  | "Todo Meu Ouro"                 | Paula Toller, George Israel        | 4:33    |  |
| 8.  | "Promessas de Ganhar"           | Paula Toller, George Israel        | 3:59    |  |
| 9.  | "Cantar em Inglês"              | Paula Toller, George Israel        | 4:44    |  |

| Edição remasterizada |                                   |                                    |         |  |
| N.º                  | Título                            | Compositor(es)                     | Duração |  |
| 10.                  | "De Quem é o Poder (Remix)"       | George Israel, Nilo Romero, Cazuza | 6:23    |  |
| 11.                  | "De Quem é o Poder (Night Remix)" | George Israel, Nilo Romero, Cazuza | 4:00    |  |
| 12.                  | "De Quem é o Poder (More Mix)"    | George Israel, Nilo Romero, Cazuza | 2:16    |  |

## Ficha técnica
Relação de músicos envolvidos no álbum.

### Banda
- Paula Toller — Voz
- George Israel — Saxofone e Violão
- Bruno Fortunato — Violão e Guitarra

### Músicos
| - Cláudio Infante – bateria - Alfredo Dias Gomes – bateria - Renato Neto – piano e teclados - Zé Lourenço – teclados - Joe Petterson – órgão - Don Harris – trompete - Herbert Vianna – teclados e bateria eletrônica (em "Agora Eu Sei") - Peninha – percussão - Armando Marçal – percussão | - George Israel — produção - Bruno Fortunato — produção - Nilo Romero — produção, mixagem, baixo, bateria eletrônica - Paulo Junqueira — supervisão de produção, mixagem - Vitor Farias — supervisão de produção, mixagem |

## Vendas e certificações
| País / Certificadora | Vendas |
| -------------------- | ------ |
| Brasil (ABPD)        | 80.000 |